# Шихэн, Уинфилд
Уинфилд Шихэн (англ.  Winfield R. Sheehan; 24 сентября 1883, Буффало, Нью-Йорк — 25 июля 1945, Голливуд, Калифорния) — американский кинопродюсер.

## Биография
Уроженец Буффало, штат Нью-Йорк, Шихэн в подростковом возрасте принял участие в испанско-американской войне. После войны он стал полицейским репортером в Нью-Йорке в газете «Evening World» в начале 1900-х годов. В 1910 году Шихэн стал секретарем пожарного комиссара, а в 1911 году выполнял подобные обязанности для полицейского комиссара. Впоследствии, Шихэн стал личным секретарем, а через два года генеральным менеджером и вице-президентом Уильяма Фокса. Принимал участие в создании многих фильмов «Fox Film Corporation» в течение 1920-х и 1930-х годов.
В 1933 году как руководитель студии стал обладателем премии «Оскар» в категории лучший фильм за драму «Кавалькада». В последующие годы фильмы Шихэна ещё трижды номинировались на премию Американской киноакадемии. После того как компания «Fox Film Corporation» стала частью «20th Century-Fox», он был заменен Дэррилом Зануком. После стал независимым продюсером до своей смерти в 1945 году.